# Geber (månekrater)
Geber er et nedslagskrater på Månen. Det befinder sig i det forrevne sydligt-centrale højland på Månens forside og er opkaldt efter den spansk-arabiske alkymiker Geber (?-ca. 1145).
Navnet blev officielt tildelt af den Internationale Astronomiske Union (IAU) i 1935. 

## Omgivelser
Geberkrateret ligger halvvejs mellem Almanonkrateret mod nord-nordøst og Azophi-Abenezra kraterparret mod syd-sydvest. Længere mod sydøst ligger Sacroboscokrateret. 

## Karakteristika
Geberkraterets rand er symmetrisk og næsten cirkulær, idet der kun er mindre forskydninger ved de nordlige og sydlige flader af kraterets høje, terrassedannende kratervægge. Kraterbunden er flad og mangler en central top i kratermidten. Det lille satellitekrater "Geber B" er forbundet med den nordvestlige rand.

## Satellitkratere
De kratere, som kaldes satellitter, er små kratere beliggende i eller nær hovedkrateret. Deres dannelse er sædvanligvis sket uafhængigt af dette, men de får samme navn som hovedkrateret med tilføjelse af et stort bogstav. På kort over Månen er det en konvention at identificere dem ved at placere dette bogstav på den side af satellitkraterets midte, som ligger nærmest hovedkrateret. Geberkrateret har følgende satellitkratere:
| Geber | Længde  | Bredde  | Diameter |
| ----- | ------- | ------- | -------- |
| A     | 21,8° S | 14,7° Ø | 14 km    |
| B     | 19,0° S | 13,0° Ø | 19 km    |
| C     | 22,1° S | 14,9° Ø | 11 km    |
| D     | 19,3° S | 11,9° Ø | 5 km     |
| E     | 20,5° S | 12,9° Ø | 6 km     |
| F     | 19,9° S | 13,2° Ø | 5 km     |
| H     | 17,9° S | 12,5° Ø | 4 km     |
| J     | 20,0° S | 15,9° Ø | 4 km     |
| K     | 17,5° S | 10,6° Ø | 5 km     |

## Måneatlas
- Billeder af Geberkrateret i LPI-måneatlasset
- USGS-kort